# Wassylkiw
Wassylkiw (ukrainisch Васильків, russisch Васильков Wassilkow) ist eine Stadt in der Ukraine in der Oblast Kiew und war bis Juli 2020 das Zentrum des gleichnamigen Rajons Wassylkiw mit etwa 39.000 Einwohnern (Stand 2024).

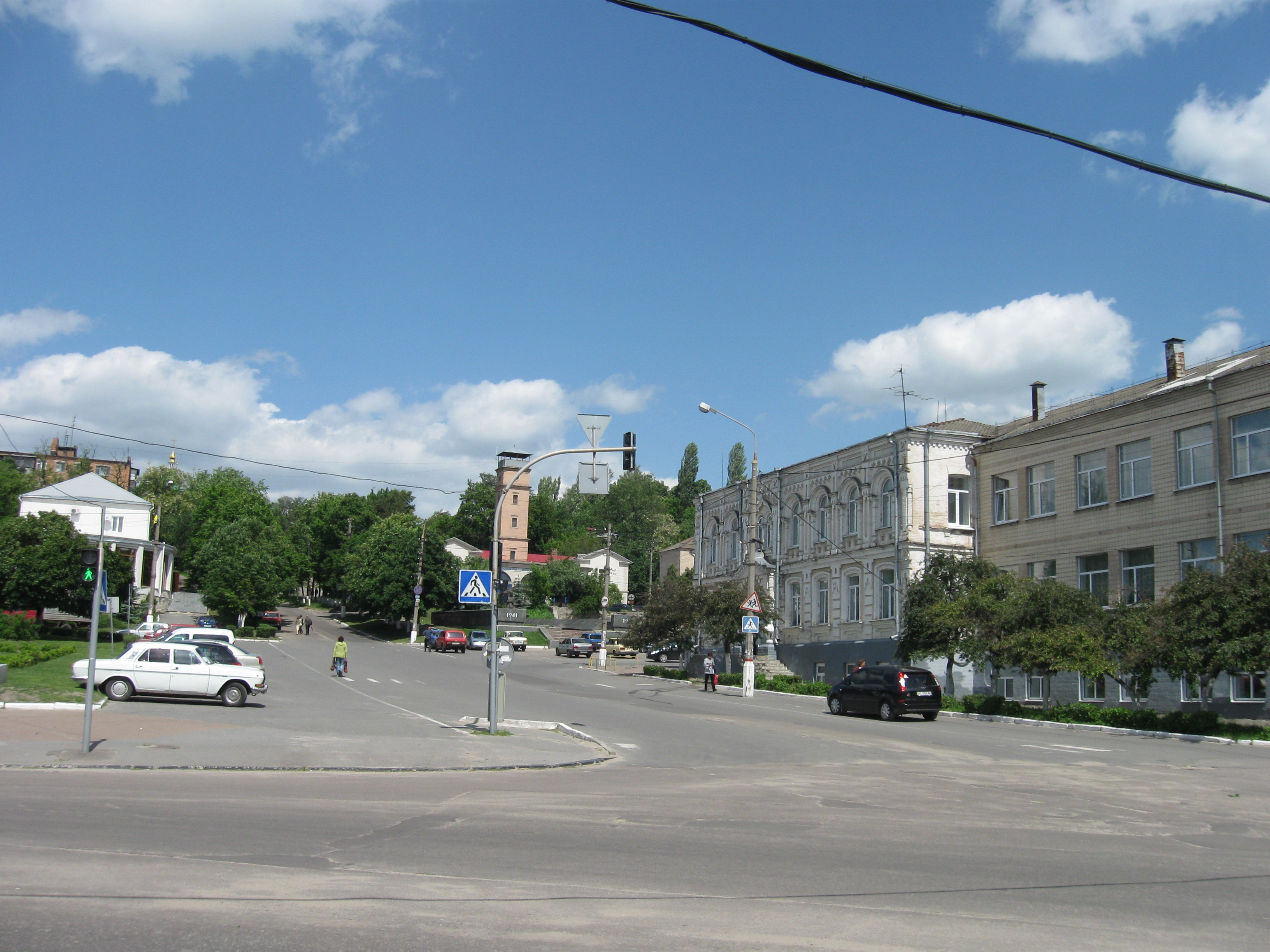
Straße in Wassylkiw

Die Stadt liegt am Ufer der Stuhna (Стугна), einen rechten Nebenfluss des Dnepr, etwa 30 Kilometer südwestlich von Kiew.

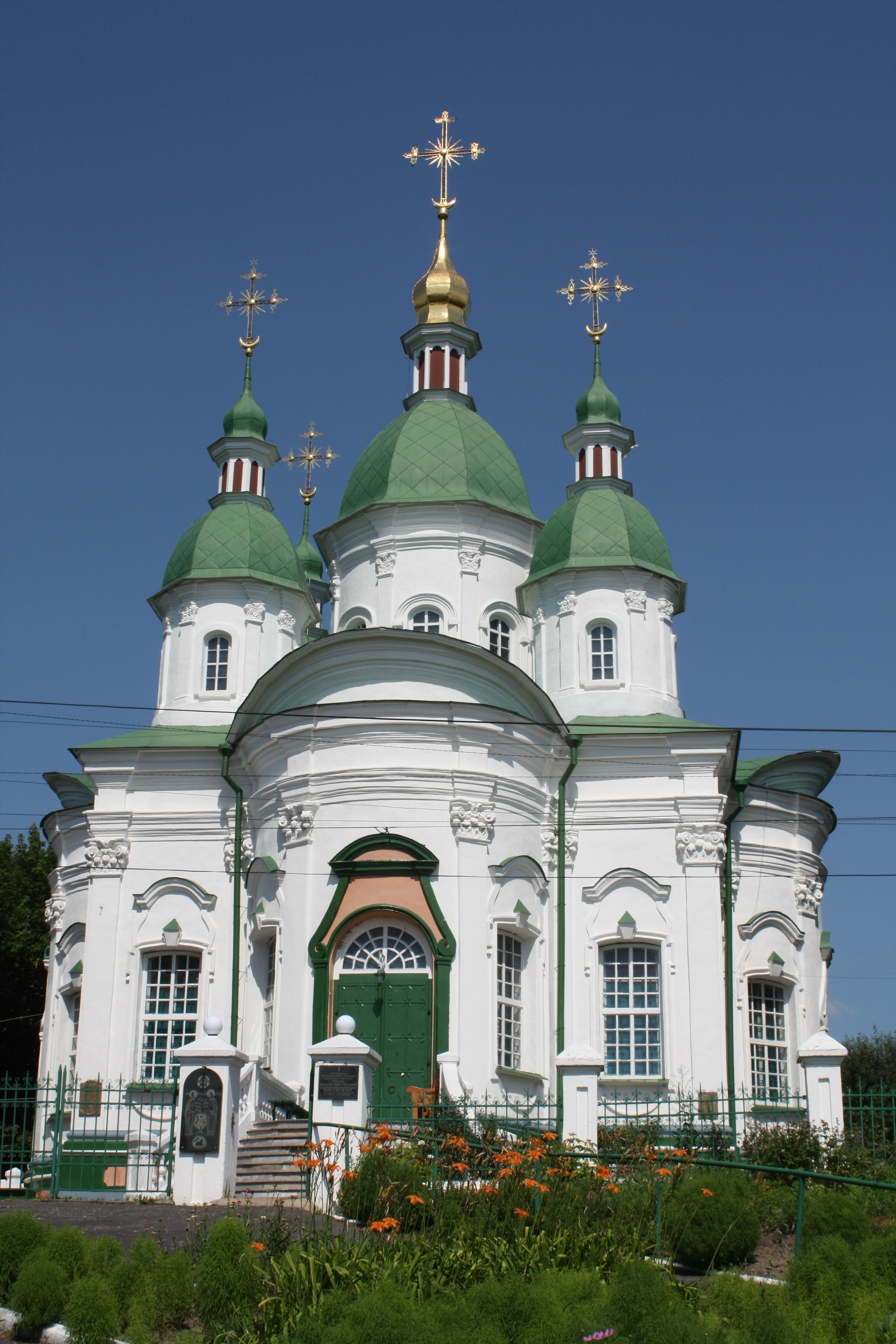
Kathedrale von Antonius und Theodosius von Kiew

## Geschichte
Eine Siedlung existierte an der Stelle der Stadt von jeher. Eine Festung wurde hier 988 auf Befehl von Wladimir dem Großen angelegt, um Kiew vom Süden her zu schützen. Die Festung und die Stadt wurden nach dem christlichen Namen von Wladimir dem Großen Wassilew genannt. 1796 erhielt Wassylkiw die Stadtrechte.
Bis 1785 war der Ort Eigentum des Kiewer Höhlenklosters. 1897 hatte die Stadt 17.824 Einwohner, darunter viele Juden. Die Stadt war bis zum Ersten Weltkrieg Garnison des 9. russischen Husaren-Regiments. 1926 zählte man 21.310 Einwohner.

## Verwaltungsgliederung
Am 12. Juni 2020 wurde die Stadt zum Zentrum der neugegründeten Stadtgemeinde Wassylkiw (Васильківська міська громада/Wassylkiwska miska hromada). Zu dieser zählen die 19 in der untenstehenden Tabelle aufgelisteten Dörfer, bis dahin bildete sie die gleichnamige Stadtratsgemeinde Wassylkiw (Васильківська міська рада/Wassylkiwska miska rada) unter Oblastverwaltung stehend im Norden des ihn umgebenden Rajons Wassylkiw.
Am 17. Juli 2020 kam es im Zuge einer großen Rajonsreform zum Anschluss des Rajonsgebietes an den Rajon Obuchiw.
Folgende Orte sind neben dem Hauptort Wassylkiw Teil der Gemeinde:
| Name                     | Name             | Name                                  |
| ukrainisch transkribiert | ukrainisch       | russisch                              |
| ------------------------ | ---------------- | ------------------------------------- |
| Barachty                 | Барахти          | Барахты (Barachti)                    |
| Bespjatne                | Безп’ятне        | Беспятное (Bespjatnoje)               |
| Jazky                    | Яцьки            | Яцки (Jazki)                          |
| Kodaky                   | Кодаки           | Кодаки (Kodaki)                       |
| Kulibaba                 | Кулібаба         | Кулибаба (Kulibaba)                   |
| Lubjanka                 | Луб’янка         | Лубянка                               |
| Mytnyzja                 | Митниця          | Мытница (Mytniza)                     |
| Pohreby                  | Погреби          | Погребы (Pogreby)                     |
| Saritschtschja           | Заріччя          | Заречье (Saretschje)                  |
| Sastuhna                 | Застугна         | Застугна (Sastugna)                   |
| Schewtschenkiwka         | Шевченківка      | Шевченковка (Schewtschenkowka)        |
| Sdoriwka                 | Здорівка         | Здоровка (Sdorowka)                   |
| Sosuli                   | Зозулі           | Зозули (Sosuli)                       |
| Trostynka                | Тростинка        | Тростинская (Trostinskaja)            |
| Tscherwone               | Червоне          | Червоное (Tscherwonoje)               |
| Tscherwone               | Червоне          | Червоное (Tscherwonoje)               |
| Tscherwone Pole          | Червоне Поле     | Червоное Поле (Tscherwonoje Pole)     |
| Welyka Buhajiwka         | Велика Бугаївка  | Великая Бугаевка (Welikaja Bugajewka) |
| Welyka Wilschanka        | Велика Вільшанка | Великая Ольшанка (Welikaja Olschanka) |

## Söhne und Töchter der Stadt
- Theodosius von Kiew (etwa 1036–1074), Mönch und Heiliger der orthodoxen Kirche, einer der Gründer des Kiewer Höhlenklosters sowie des Mönchtums in Russland
- Nadija Andrianowa (1921–1998), ukrainische Autorin, Übersetzerin und Esperantistin
- Michael Felsenbaum (* 1951), Schriftsteller und Schauspieler
- Mykola Melnytschenko (* 1966), Nachrichtendienstler, Leibwächter und Autor der sogenannten Melnytschenko-Tonbandaufnahmen
- Iryna Sekatschowa (* 1976), Leichtathletin
- Jerry Heil (* 1995), Singer-Songwriterin, Synchronsprecherin, YouTuberin und Aktivistin